# Cova Figueira
Cova Figueira är en kommunhuvudort i Kap Verde.   Den ligger i kommunen Concelho de Santa Catarina do Fogo, i den södra delen av landet, 80 km väster om huvudstaden Praia. Cova Figueira ligger 480 meter över havet och antalet invånare är 15 350. Den ligger på ön Fogo Island.
Terrängen runt Cova Figueira är bergig åt nordväst, men åt sydväst är den kuperad. Havet är nära Cova Figueira åt sydost. Cova Figueira är det största samhället i trakten. 